# RAP2C
RAP2C (англ. RAP2C, member of RAS oncogene family) – білок, який кодується однойменним геном, розташованим у людей на довгому плечі X-хромосоми. Довжина поліпептидного ланцюга білка становить 183 амінокислот, а молекулярна маса — 20 745.
| 10         |  | 20         |  | 30         |  | 40         |  | 50         |
| ---------- |  | ---------- |  | ---------- |  | ---------- |  | ---------- |
| MREYKVVVLG |  | SGGVGKSALT |  | VQFVTGTFIE |  | KYDPTIEDFY |  | RKEIEVDSSP |
| SVLEILDTAG |  | TEQFASMRDL |  | YIKNGQGFIL |  | VYSLVNQQSF |  | QDIKPMRDQI |
| VRVKRYEKVP |  | LILVGNKVDL |  | EPEREVMSSE |  | GRALAQEWGC |  | PFMETSAKSK |
| SMVDELFAEI |  | VRQMNYSSLP |  | EKQDQCCTTC |  | VVQ        |  |            |

A: Аланін

C: Цистеїн

D: Аспарагінова кислота

E: Глутамінова кислота

F: Фенілаланін

G: Гліцин

I: Ізолейцин

K: Лізин

L: Лейцин

M: Метіонін

N: Аспарагін

P: Пролін

Q: Глутамін

R: Аргінін

S: Серин

T: Треонін

V: Валін

W: Триптофан

Кодований геном білок за функцією належить до ліпопротеїнів. 
Задіяний у такому біологічному процесі, як метилювання. 
Білок має сайт для зв'язування з нуклеотидами, ГТФ. 
Локалізований у цитоплазмі, мембрані, ендосомах.